# Naiades cantrainii
Naiades cantrainii är en ringmaskart som beskrevs av Delle Chiaje 1828. Naiades cantrainii ingår i släktet Naiades och familjen Alciopidae. Inga underarter finns listade i Catalogue of Life.